# Visceral
Visceral è il secondo album in studio realizzato dal disc jockey e produttore discografico statunitense Getter.
Su Twitter, Petulla ha fornito una spiegazione dei significati di ogni canzone dell'album, successivamente ha rivelato la tracklist. Inizialmente il rilascio era previsto a luglio, ma a causa di sample non autorizzati, l'uscita dell'album aveva subito diversi rinvii e alla fine fu annunciata per settembre. La traccia All Is Lost è stata inclusa nell'EP mau5ville: Level 1 di deadmau5 nel luglio dello stesso anno.

## Composizione
L'album include elementi hip hop, elettronici e rock, con canzoni che variano negli stili del future bass al funk e rap. L'album è descritto come "pieno di materiale oscuro e commovente" e "non evita le verità più difficili della vita". La seconda metà dell'album è nota per essere diventata "progressivamente più leggera e ottimista dopo il breakdown in Colorblind". L'album è stilisticamente descritto come "un tuffo profondo personale nella vita di Petulla e racconta una storia di emozioni umane grezze come lotta, rifiuto, crepacuore e guarigione".

## Tracce
1. Purgatory
2. Part of Me (feat. AudioOpera)
3. Numb (feat. Allan Kingdom)
4. All Is Lost (feat. nothing,nowhere.)
5. Best of Me (feat. Sweetsound)
6. Release (feat. Midoca)
7. Colorblind (Interlude)
8. Made for You (Alone Again)
9. Bleed (feat. Name UL)
10. Hold on Tight (feat. NJOMZA)
11. Solo (feat. Party Nails)
12. On My Way Out (feat. Joji)